# Гейден Фокс
Гейден Фокс (англ. Hayden Foxe; нар. 23 червня 1977, Сідней) — австралійський футболіст, що грав на позиції захисника.
Виступав, зокрема, за клуби «Вест Гем Юнайтед» та «Портсмут», а також національну збірну Австралії.

## Клубна кар'єра

### Європа
Народився 23 червня 1977 року в місті Сідней. Розпочав свій футбольний шлях у сіднейському клубі «Блектоун Сіті», згодом перейшов до нідерландського «Аякса», в якому виступав в 1995—1997 роках. У дорослому футболі дебютував 1997 року виступами за команду клубу «Армінія» (Білефельд), в якій провів один сезон, взявши участь лише в одному матчі національного чемпіонату. Незабаром Фокс заробив собі репутацію молодого талановитого захисника, перейшовши в сезоні 1998/99 років до клубу «Санфречче Хіросіма» з японської Джей-ліги.
Ставши важливим гравцем як у своєму клубі, так і в національній збірній, Фокс захищав кольори збірної на літніх Олімпійських іграх 1996 та 2000 років. На цих турнірах чудово себе проявив, і в сезоні 2000/01 років виступав у клубі «Вест Гем Юнайтед». Відразу ж після переходу до англійського клубу був відданий в оренду до бельгійського «Мехелена», щоб підтягнути швидкість та витривалість. В березні Фокс повернувся до «Вест Гема», але заграти на повну силу в Прем'єр-лізі не встиг, оскільки Гаррі Реднапп був відправлений у відставку, після чого Гейден надовго сів на лавку для запасних.
Після 12-ти зіграних матчів у футболці «Вест Гема», в травні 2002 року уклав контракт з клубом «Портсмут», який в той час очолював Гаррі Реднапп, сума компенсації, яку «молотобійцям» заплатила команда з однойменного міста становила 400 000 фунтів стерлінгів. Фокс став важливим для «Портсмута» гравцем та допоміг команді в сезоні 2002/03 років стати переможцями Першого дивізіону, завдяки чому вдалося отримати путівку до Прем'єр-ліги. Протягом цього періоду він був ключовим гравцем основи, допоки на Різдво не зламав кістку й на тривалий час вибув з тренувального процесу. Фокс пропустив решту сезону, а сезон 2004/05 років знадобився йому на реабілітацію.
В червні 2005 року його контракт з клубом завершився, а новий тренер «Портсмута» Ален Перрен вирішив не продовжувати контракт з Фоксом, отож Гейден залишив клуб як вільний агент. Фокс повернувся до Австралії, щоб шляхом операції позбутися негативних наслідків своєї травми. В 2006 році Гейден проходив передсезонну підготовку з клубом «Лідс Юнайтед», а вже 11 серпня підписав 5-місячний контракт з йоркширською командою.

### Перт Глорі
У 2007 році він повернувся в Австралію та продовжив кар'єру у клубі «Перт Глорі», але пропустив першу половину сезону через травму коліна, тим не менше в цьому сезоні Гйден усе ж зіграв шість останніх ігор сезону 2007/08 років. По завершенні сезону 2008/09 років він залишив клуб.

### Сідней
7 січня 2010 року було оголошено, що Гейден Фокс залікував свою травму та підписав короткострокову угоду з «Сіднеєм». Після завершення короткострокового договору він підписав річний контракт з клубом, а Витезслав Лавичка зазначив, що присутність Фокса в команді до завершення сезону стала вирішальним фактором успішного для «Сіднея» сезону 2010/11 років в А-Лізі.
Завершив професійну ігрову кар'єру у клубі, за команду якого виступав протягом 2010—2011 років. Також Гейден був віце-капітаном клубу.
Фокс оголосив про свій відхід з футболу по завершенні чемпіонату в сезоні 2010/11 років, вирішивши не продовжувати контракт зі «Сіднеєм» для виступів у Лізі чемпіонів АФК, незважаючи на велику зацікавленість Лавички залишити Фокса в команді й надалі.

## Виступи за збірні
1993 року дебютував у складі юнацької збірної Австралії, взяв участь у 2 іграх на юнацькому рівні.
Протягом 1997—2000 років залучався до складу молодіжної збірної Австралії. На молодіжному рівні зіграв у 13 офіційних матчах, забив 1 м'яч.
1998 року дебютував в офіційних матчах у складі національної збірної Австралії. Протягом кар'єри у національній команді, яка тривала 6 років, провів у формі головної команди країни 15 матчів, забивши 2 голи.
У складі збірної був учасником розіграшу Кубка конфедерацій 2001 року в Японії і Південній Кореї.

## Особисте життя
Його брат, Дем'єн Фокс, також професіональний футболіст.

## Статистика виступів
| Виступи в клубі | Виступи в клубі   | Виступи в клубі | Ліга  | Ліга | Кубок                   | Кубок                   | Кубок ліги            | Кубок ліги            | Континентальний | Континентальний | Загалом | Загалом |
| Сезон           | Клуб              | Ліга            | Матчі | Голи | Матчі                   | Голи                    | Матчі                 | Голи                  | Матчі           | Голи            | Матчі   | Голи    |
| Німеччина       | Німеччина         | Німеччина       | Лвга  | Лвга | Кубок Німеччини         | Кубок Німеччини         | Кубок німецької ліги  | Кубок німецької ліги  | Європа          | Європа          | Загалом | Загалом |
| --------------- | ----------------- | --------------- | ----- | ---- | ----------------------- | ----------------------- | --------------------- | --------------------- | --------------- | --------------- | ------- | ------- |
| 1997–98         | Армінія           | Бундесліга      | 1     | 0    |                         |                         |                       |                       |                 |                 |         |         |
| Японія          | Японія            | Японія          | Ліга  | Ліга | Кубок Імператора Японії | Кубок Імператора Японії | Кубок Джей-ліги       | Кубок Джей-ліги       | Азія            | Азія            | Загалом | Загалом |
| 1998            | Санфрече Хіросіма | Джей-ліга       | 15    | 3    | 1                       | 0                       | 0                     | 0                     | -               | -               | 16      | 3       |
| 1999            | Санфрече Хіросіма | Джей-ліга       | 22    | 2    | 5                       | 3                       | 2                     | 0                     | -               | -               | 29      | 5       |
| 2000            | Санфрече Хіросіма | Джей-ліга       | 0     | 0    | 0                       | 0                       | 0                     | 0                     | -               | -               | 0       | 0       |
| Бельгія         | Бельгія           | Бельгія         | Ліга  | Ліга | Кубок Бельгії           | Кубок Бельгії           | Кубок Ліги            | Кубок Ліги            | Європа          | Європа          | Загалом | Загалом |
| 2000–01         | Мехелен           | Ліга Жупіле     | 4     | 0    |                         |                         |                       |                       |                 |                 |         |         |
| Англія          | Англія            | Англія          | Ліга  | Ліга | Кубок Англії            | Кубок Англії            | Кубок Футбольної ліги | Кубок Футбольної ліги | Європа          | Європа          | Загалом | Загалом |
| 2000–01         | Вест Гем Юнайтед  | Прем'єр-ліга    | 5     | 0    |                         |                         |                       |                       |                 |                 |         |         |
| 2001–02         | Вест Гем Юнайтед  | Прем'єр-ліга    | 6     | 0    |                         |                         |                       |                       |                 |                 |         |         |
| 2002–03         | Портсмут          | Перший дивізіон | 32    | 1    |                         |                         |                       |                       |                 |                 |         |         |
| 2003–04         | Портсмут          | Прем'єр-ліга    | 10    | 1    |                         |                         |                       |                       |                 |                 |         |         |
| 2004–05         | Портсмут          | Прем'єр-ліга    | 0     | 0    |                         |                         |                       |                       |                 |                 |         |         |
| 2005–06         | Портсмут          | Прем'єр-ліга    | 0     | 0    |                         |                         |                       |                       |                 |                 |         |         |
| 2006–07         | Лідс Юнайтед      | Чемпіоншип      | 18    | 1    |                         |                         |                       |                       |                 |                 |         |         |
| Австралія       | Австралія         | Австралія       | Ліга  | Ліга | Кубок                   | Кубок                   | Кубок ліги            | Кубок ліги            | Азія            | Азія            | Загалом | Загалом |
| 2007–08         | Перт Глорі        | A-Ліга          | 6     | 0    | -                       | -                       | -                     | -                     | -               | -               | 6       | 0       |
| 2008–09         | Перт Глорі        | A-Ліга          | 2     | 0    | -                       | -                       | -                     | -                     | -               | -               | 2       | 0       |
| 2009–10         | Сідней            | A-Ліга          | 10    | 0    | -                       | -                       | -                     | -                     | -               | -               | 10      | 0       |
| Країна          | Німеччина         | Німеччина       | 1     | 0    |                         |                         |                       |                       |                 |                 |         |         |
| Країна          | Японія            | Японія          | 37    | 5    | 6                       | 3                       | 2                     | 0                     | -               | -               | 45      | 8       |
| Країна          | Бельгія           | Бельгія         | 4     | 0    |                         |                         |                       |                       |                 |                 |         |         |
| Країна          | Англія            | Англія          | 71    | 3    |                         |                         |                       |                       |                 |                 |         |         |
| Країна          | Австралія         | Австралія       | 18    | 0    | -                       | -                       | -                     | -                     | -               | -               | 18      | 0       |
| Загалом         | Загалом           | Загалом         | 119   | 8    |                         |                         |                       |                       |                 |                 |         |         |

| національна збірна Австралії | національна збірна Австралії | національна збірна Австралії |
| Рік                          | Матчі                        | Голи                         |
| ---------------------------- | ---------------------------- | ---------------------------- |
| 1998                         | 1                            | 0                            |
| 1999                         | 0                            | 0                            |
| 2000                         | 4                            | 0                            |
| 2001                         | 5                            | 2                            |
| 2002                         | 0                            | 0                            |
| 2003                         | 1                            | 0                            |
| Загалом                      | 11                           | 2                            |

## Титули і досягнення
- Переможець Юнацького чемпіонату ОФК: 1993